# Élections législatives estoniennes de 1995
Les élections législatives estoniennes de 1995 sont les élections des 101 députés de la huitième législature du Riigikogu, qui ont lieu en Estonie le 5 mars 1995.

## Contexte
À la suite des premières élections législatives depuis la fin du communisme et le recouvrement de l'indépendance, l'alliance conservatrice du Bloc patriotique obtient la pluralité des votes avec 22% des voix, suivi de l'alliance Maison sûre (à 13,6%) et des Modérés (à 12,2%). Le leader du Bloc patriotique, Mart Laar, forme son gouvernement avec le Parti de l'indépendance nationale et les Modérés. Cependant, son alliance se défait. Le Parti libéral-démocrate, membre du bloc, quitte l'alliance, tandis qu'une scission entraîne la création du Parti populaire des conservateurs et républicains. Laar, par la suite, échoue un vote de confiance au Parlement, et démissionne. Le PLD a voté avec l'opposition. Le leader des Modérés, et ministre dans le gouvernement précédent, Andres Tarand, est choisi pour lui succéder. Celui-ci constitue un cabinet avec les Modérés, la Coalition Pro Patria (composante principale du Bloc patriotique), le Parti de l'indépendance nationale, ainsi que le Parti libéral-démocrate et Parti populaire des conservateurs et républicains.
En vue de l'élection, la Coalition Pro Patria et le Parti de l'indépendance nationale font liste commune, le Parti populaire des conservateurs et républicains brigue les suffrages sous le nom de La Droite, tandis que, pour sa part, le Parti libéral-démocrate se joint à Siim Kallas, qui a fondé le Parti de la réforme.

## Système électoral
Le Riigikogu est composé de 101 sièges pourvus pour quatre ans au scrutin proportionnel plurinominal avec listes ouvertes et vote préférentiel. Sur ce total, 75 sièges sont à pourvoir dans 12 circonscriptions de 5 à 15 sièges en fonction de leurs populations, et les 26 sièges restants, dits de « compensation » sont répartis au niveau national selon la méthode d’Hondt à tous les partis ayant dépassé le seuil électoral de 5 % des voix, afin de rapprocher le plus possible les résultats en sièges à ceux du vote de la population,.
Le droit de vote s'obtient à 18 ans. Les électeurs ont la possibilité d'effectuer un vote préférentiel pour l'un des candidats de la liste pour laquelle ils votent, afin de faire monter sa place dans la liste. Si un candidat recueille ainsi davantage de votes préférentiels que le montant du quotient simple dans sa circonscription, il est déclaré élu même si la liste dont il est candidat échoue à franchir le seuil national de 5 %,.

## Résultats
|                        |                                      |         |       |       |        |               |  |  |  |  |  |  |  |  |
| Parti                  | Parti                                | Voix    | %     | +/-   | Sièges | +/-           |  |  |  |  |  |  |  |  |
|                        | Liste commune Koon-ER                | 174 248 | 32,23 | 18,63 | 41     | 24            |  |  |  |  |  |  |  |  |
|                        | Parti de la réforme (ERE)            | 87 531  | 16,19 | Nv.   | 19     | 19            |  |  |  |  |  |  |  |  |
|                        | Parti du Centre (KESK)               | 76 634  | 14,17 | 1,92  | 16     | 1             |  |  |  |  |  |  |  |  |
|                        | Liste commune RKEI-ERSP              | 42 493  | 7,86  | 22,93 | 8      | 31            |  |  |  |  |  |  |  |  |
|                        | Les Modérés (ESDP-EMK)               | 32 381  | 5,99  | 3,74  | 6      | 6             |  |  |  |  |  |  |  |  |
|                        | L'Estonie est notre maison (EÜR-VEE) | 31 763  | 5,87  | Nv.   | 6      | 6             |  |  |  |  |  |  |  |  |
|                        | La Droite (P)                        | 27 053  | 5,00  | Nv.   | 5      | 5             |  |  |  |  |  |  |  |  |
|                        | Meilleure Estonie/Citoyens estoniens | 19 529  | 3,61  | 3,28  | 0      | 8             |  |  |  |  |  |  |  |  |
|                        | Parti du futur                       | 13 907  | 3,61  | Nv.   | 0      | en stagnation |  |  |  |  |  |  |  |  |
|                        | Justice                              | 12 248  | 2,27  | 0,66  | 0      | en stagnation |  |  |  |  |  |  |  |  |
|                        | Parti paysan estonien                | 8 146   | 1,51  | Nv.   | 0      | en stagnation |  |  |  |  |  |  |  |  |
|                        | Autres partis                        | 13 322  | 2,46  | –     | 0      | en stagnation |  |  |  |  |  |  |  |  |
|                        | Indépendants                         | 1 444   | 0,27  | 4,04  | 0      | en stagnation |  |  |  |  |  |  |  |  |
|                        |                                      |         |       |       |        |               |  |  |  |  |  |  |  |  |
| Suffrages exprimés     | Suffrages exprimés                   | 540 699 | 99,06 |       |        |               |  |  |  |  |  |  |  |  |
| Votes blancs et nuls   | Votes blancs et nuls                 | 5 142   | 0,94  |       |        |               |  |  |  |  |  |  |  |  |
| Total                  | Total                                | 545 841 | 100   | –     | 101    | en stagnation |  |  |  |  |  |  |  |  |
| Abstention             | Abstention                           | 244 551 | 30,94 |       |        |               |  |  |  |  |  |  |  |  |
| Inscrits/Participation | Inscrits/Participation               | 790 392 | 69,06 |       |        |               |  |  |  |  |  |  |  |  |

## Formation du gouvernement
Tiit Vähi forme un cabinet avec le Parti de la coalition, ses alliés de l'Union populaire et du Parti du Centre.

## Sources
1. 1 2  « IPU PARLINE database: ESTONIE (Riigikogu), Texte intégral », sur archive.ipu.org (consulté le 10 mars 2019).
2. 1 2  (et) « Valimised », sur eesti.ee, 26 janvier 2016 (consulté le 6 octobre 2018)
3. ↑  Nohlen, D & Stöver, P (2010) Elections in Europe: A data handbook, p574  (ISBN 978-3-8329-5609-7)